# Clitocybe phyllophila
Clitocybe phyllophila (Christian Hendrik Persoon, 1801 ex Paul Kummer, 1871), sin. Clitocybe cerussata (Elias Magnus Fries, 1821 ex Paul Kummer, 1871), este o specie saprofită de ciuperci otrăvitoare, rareori chiar letală, din încrengătura Basidiomycota în familia Tricholomataceae și de genul Clitocybe, fiind denumită în popor pâlnie ceroasă. Ea crește în grupuri cu mai multe exemplare precum în șiruri sau cercuri de vrăjitoare și se poate găsi în România, Basarabia și Bucovina de Nord pe soluri acide până la cele bazice, de obicei îmbogățite în mod semnificativ cu azot, în păduri de foioase sub fagi și cele de conifere preferat sub molizi, pe risipit, dar de asemenea adesea prin vinarițe sau mălaiul cucului. Specia apare, de la câmpie până la munte, din (august) septembrie până în noiembrie (decembrie).

## Descriere

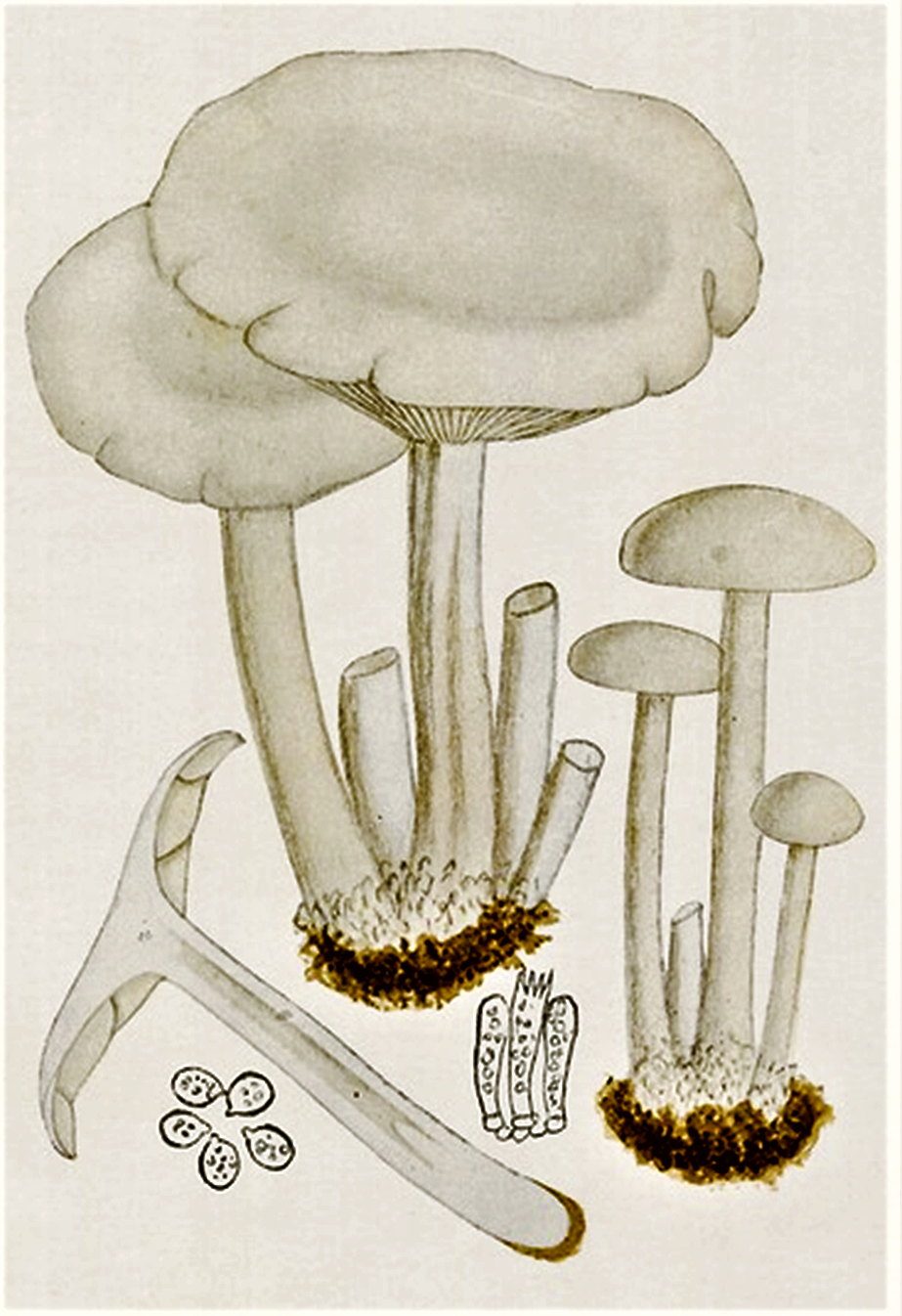
Bres.: C. cerussata

- Pălăria: are o mărime de 3-9 (11) cm, este fibros-dură, inițial convexă, apoi plată și la maturitate adâncită în mijloc, dar niciodată în formă de pâlnie. Câteodată rămâne în centru o cocoașă mică. Marginea este subțire, pentru destul de lung timp răsucită în jos, și numai rareori ceva ondulată. Cuticula este netedă, de culoare albicioasă până roșiatică ca carnea de vițel tânăr, acoperită în tinerețe de o brumă albă ca calcarul, pricinuind astfel un aspect mucegăios respectiv de ceară.
- Lamelele: sunt subțiri, stau dense, cu scurte lamele intercalate, fiind ușor decurente la picior. Coloritul este la început alb, apoi ușor crem-gălbui, decolorându-se  câteodată chiar spre brun-rozaliu.
- Piciorul: are o înălțime de  4–8 cm și o grosime de 0,5–1,2 cm, este inițial alb, neted, rareori brumat, plin, elastic, cilindric, adesea curbat, cu baza în mod normal îngroșată și fără manșetă. Se decolorează la bătrânețe ca pălăria.
- Carnea: este albă, ușor gri-maronie în pălărie, subțire, apoasă, dură și fibroasă. Mirosul este plăcut dulcișor, câteodată ușor rășinos, cu un gust suav.
- Caracteristici microscopice: are spori elipsoidali, netezi, neamilozi (nu inträ in reactie cu iod) și hialini (translucizi), cu o mărime de 4-7,5 x 2,5-4 microni, basidiile având forma de buzdugan cu o mărime de 18-25 x 4,5-5,5 microni. Pulberea lor este albă până crem-albicioasă.
- Reacții chimice: nu arată nici un fel de reacții.[3][4][5]

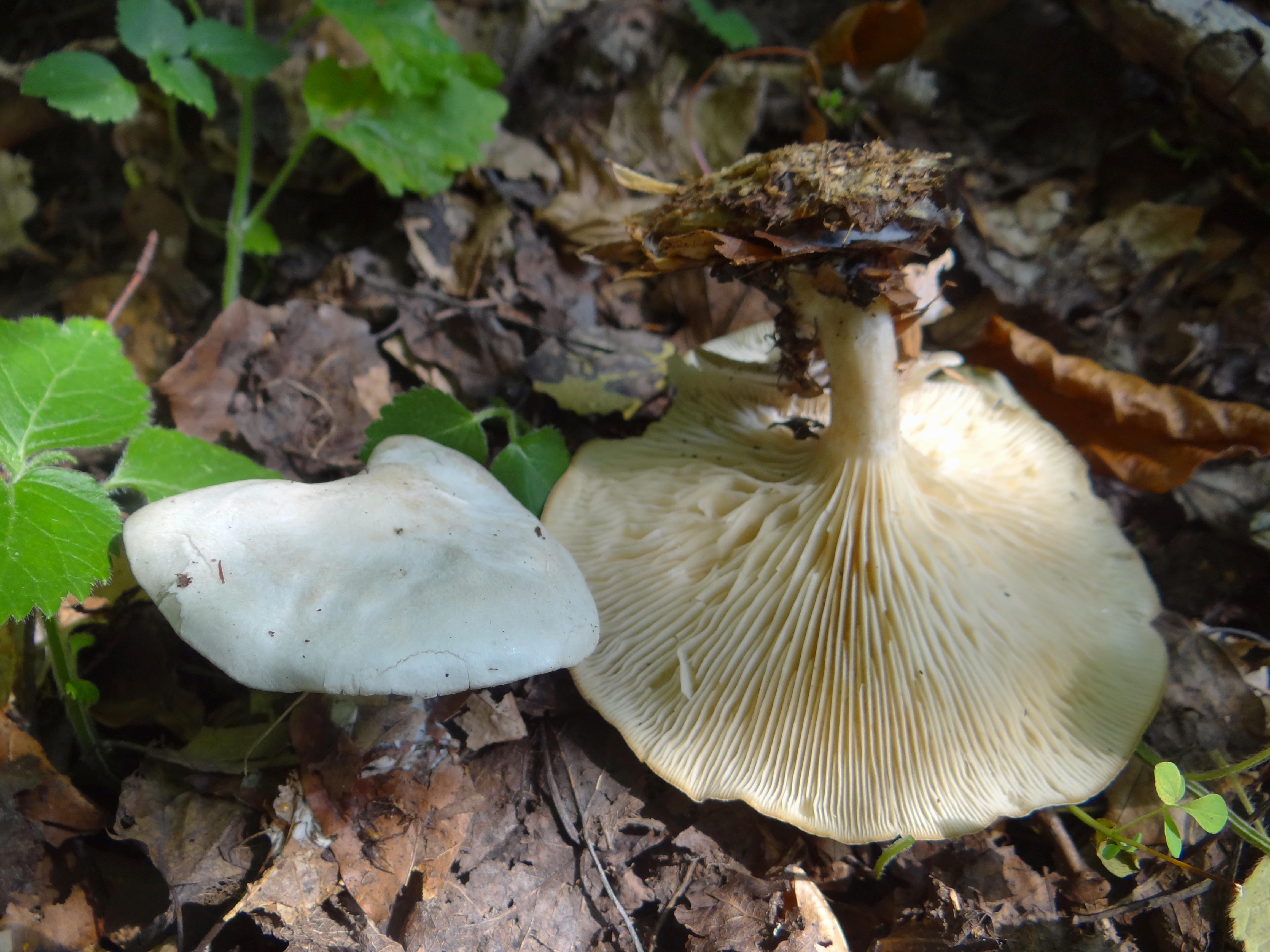
C. phyllophilla, lamele și picior
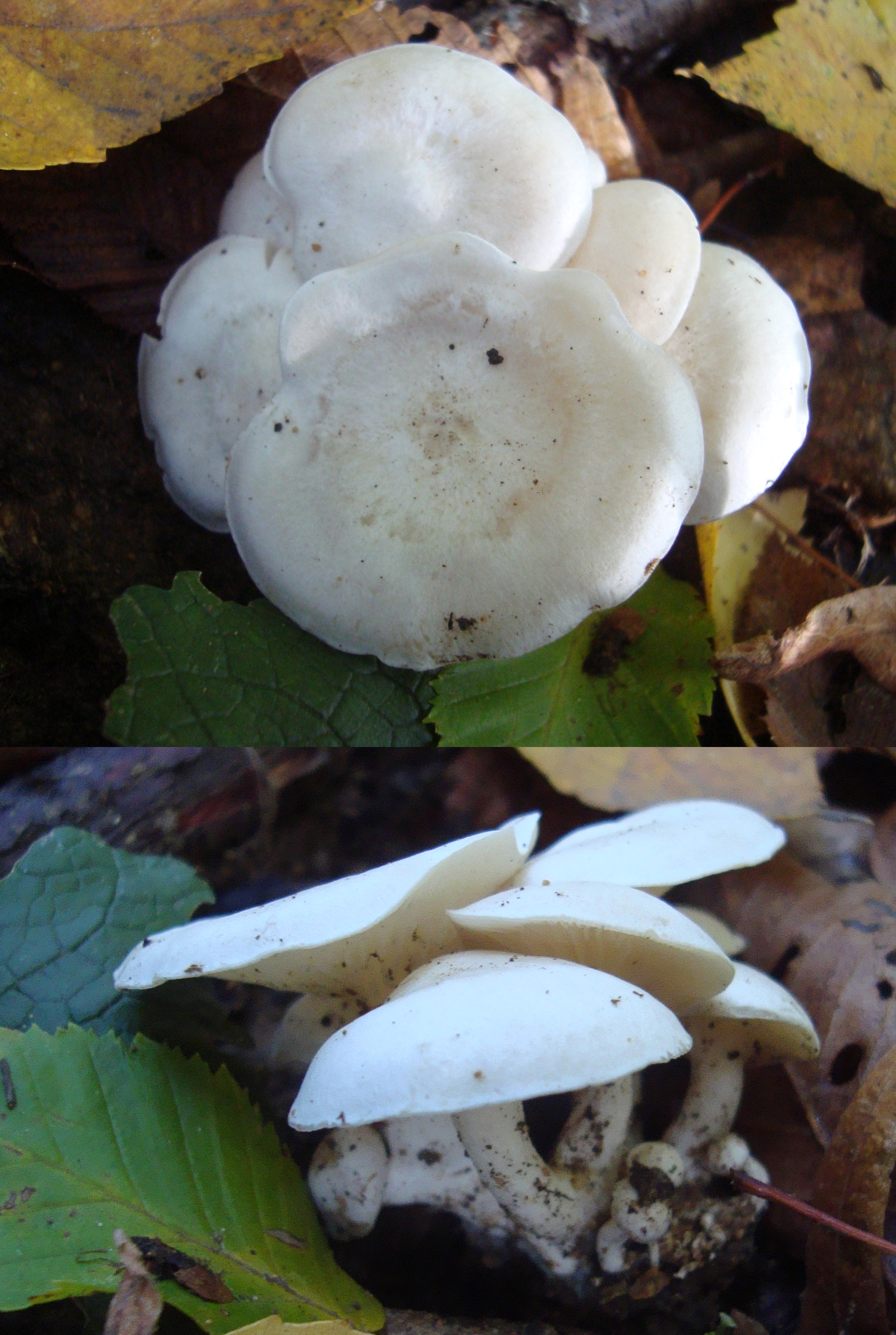
C. phyllophilla tinere
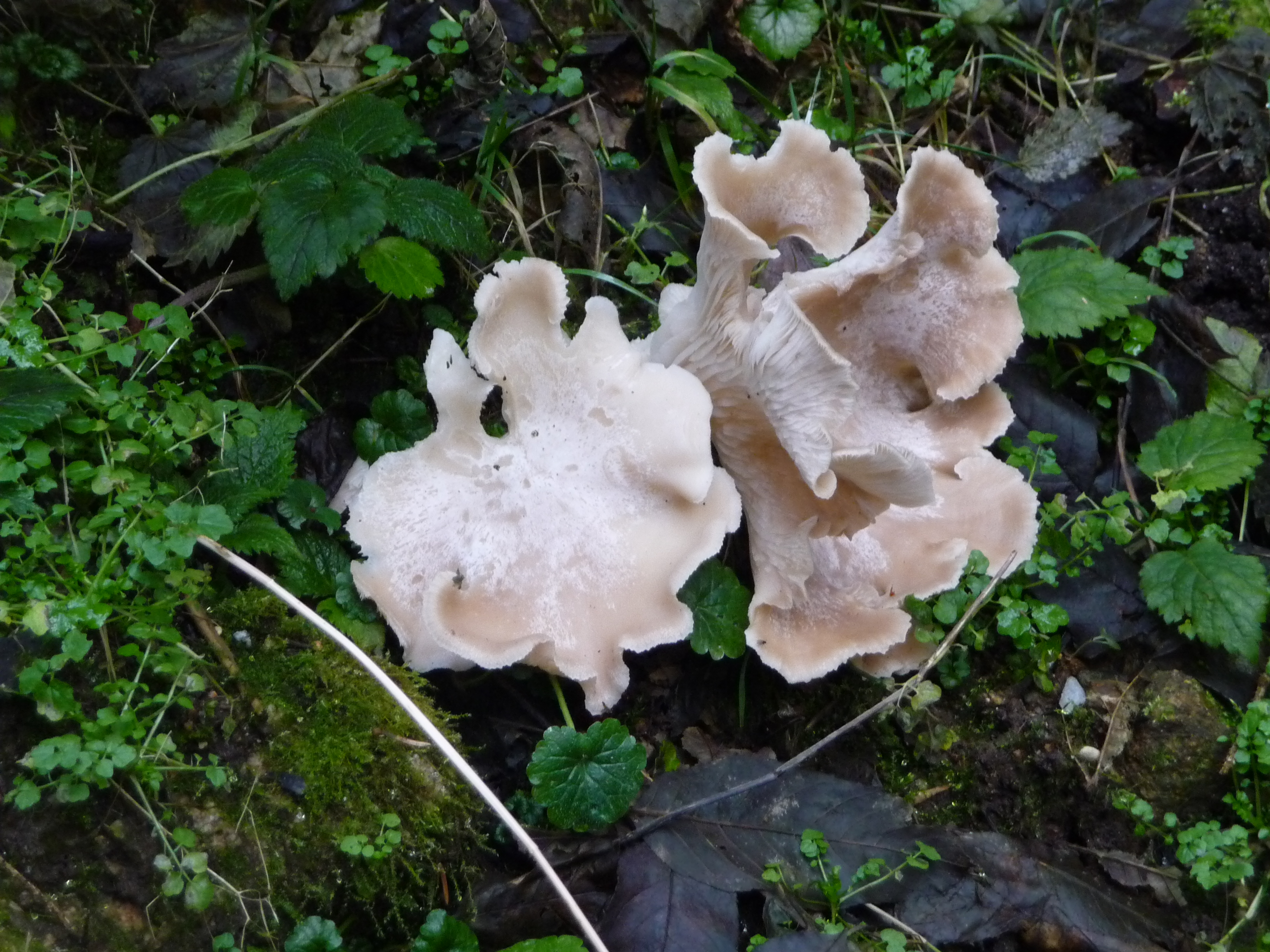
C. phyllophilla bătrâne

## Confuzii
Buretele de fildeș fals poate fi confundat cu ciupercile asemănător de otrăvitoare Clitocybe candicans, Clitocybe dealbata, Clitocybe fragrans (miros de anason, crește prin păduri), Clitocybe rivulosa și Lyophyllum connatum sin. Clitocybe connata dar, de asemenea, cu comestibilele Agrocybe dura și Clitocybe odora (comestibil, forma albă, miros puternic de anason), cu delicioasele Clitocybe gibba, Clitopilus prunulus, Calocybe gambosa, Marasmius oreades, Leucocybe connata sin. Clitocybe connata, Lyophyllum connatum (comestibil, saprofit), precum cu ciuperci de genul comestibil Hygrophorus, ca de exemplu Hygrophorus agathosmus, Hygrophorus chrysodon (comestibil), Hygrophorus eburneus sin. Hygrophorus karstenii, Hygrophorus ligatus, Hygrophorus persoonii sau cu necomestibilele Tricholoma album, Tricholoma inamoenum și Tricholoma lascivum

## Specii asemănătoare

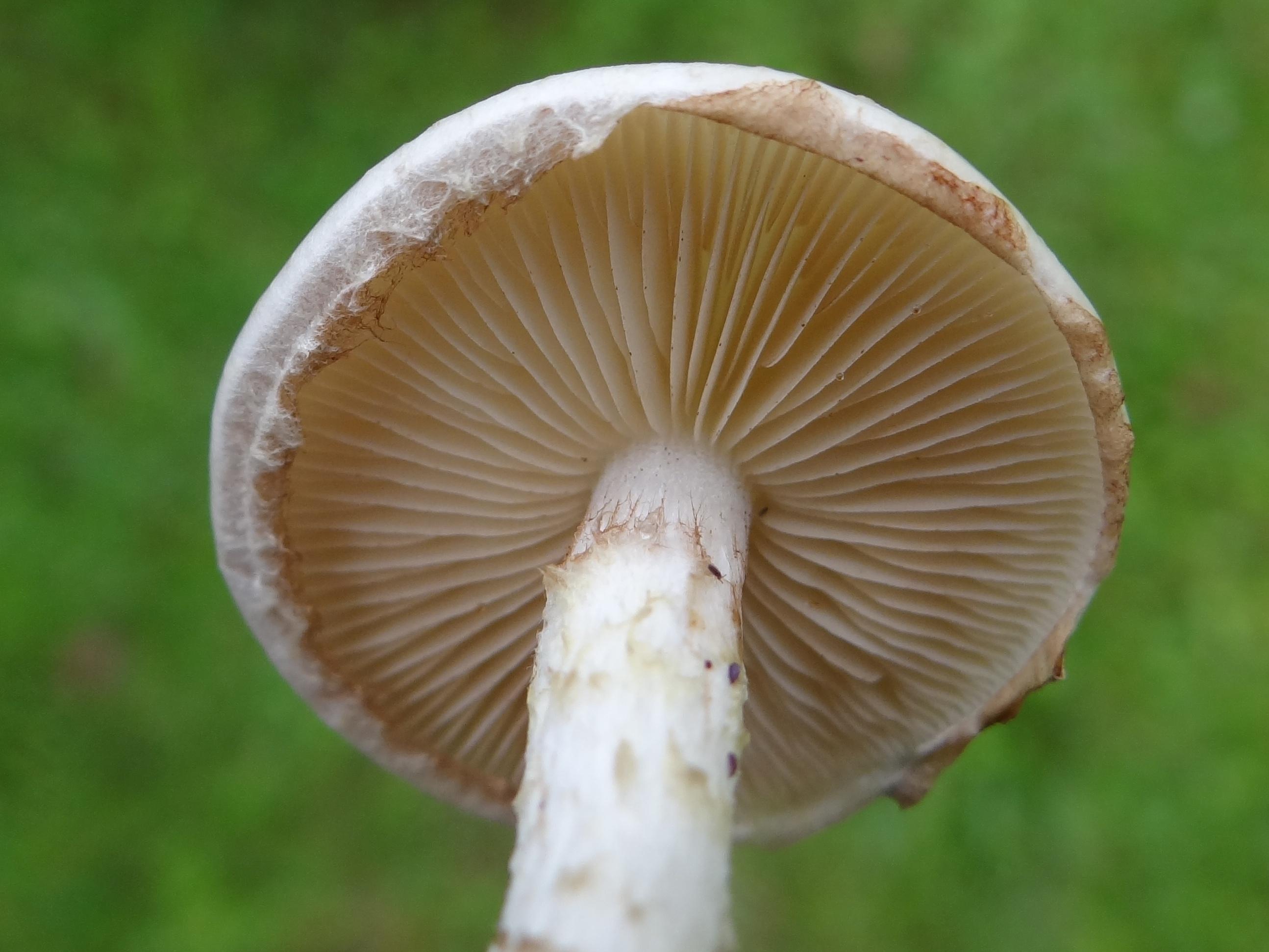
Agrocybe dura
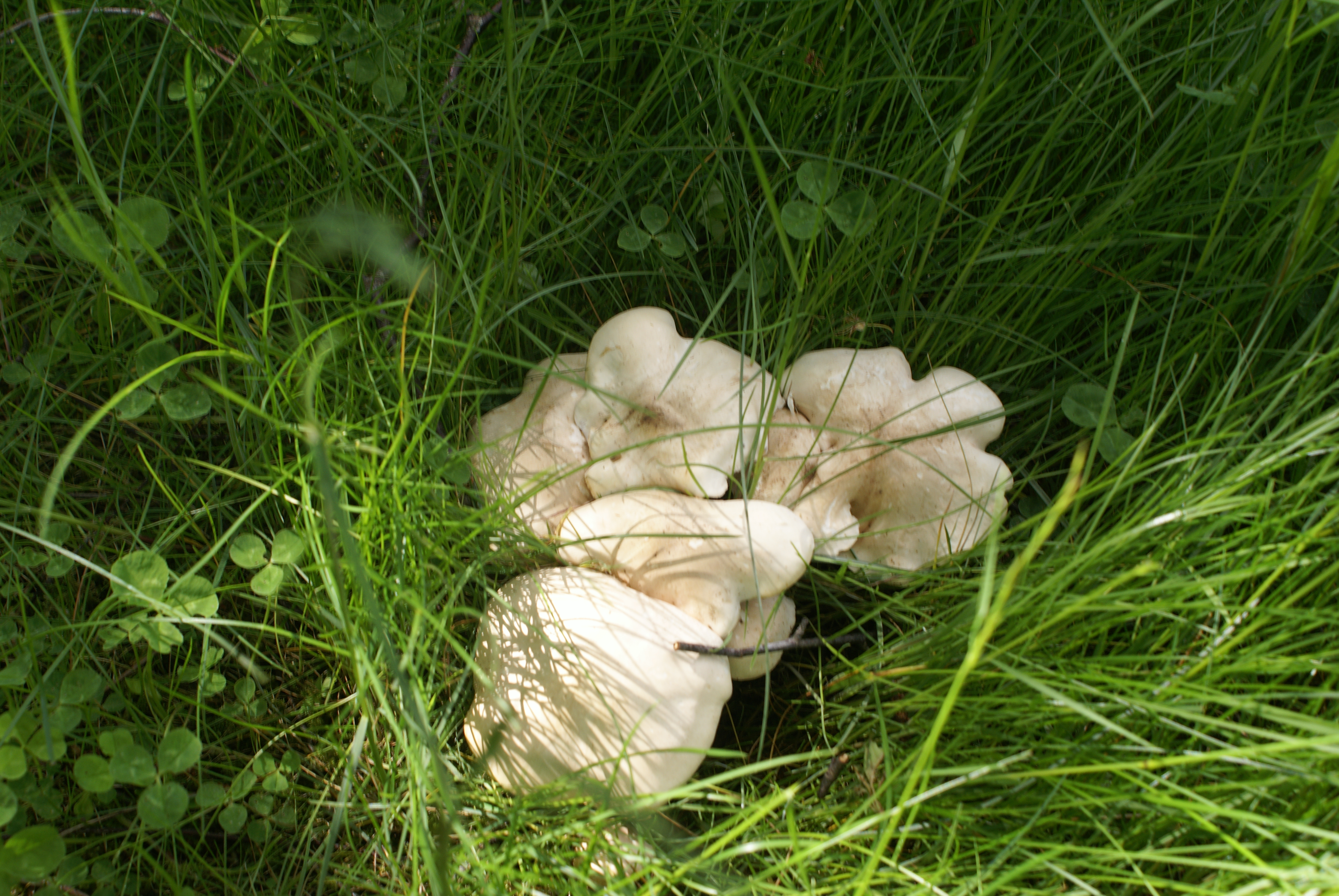
Calocybe gambosa
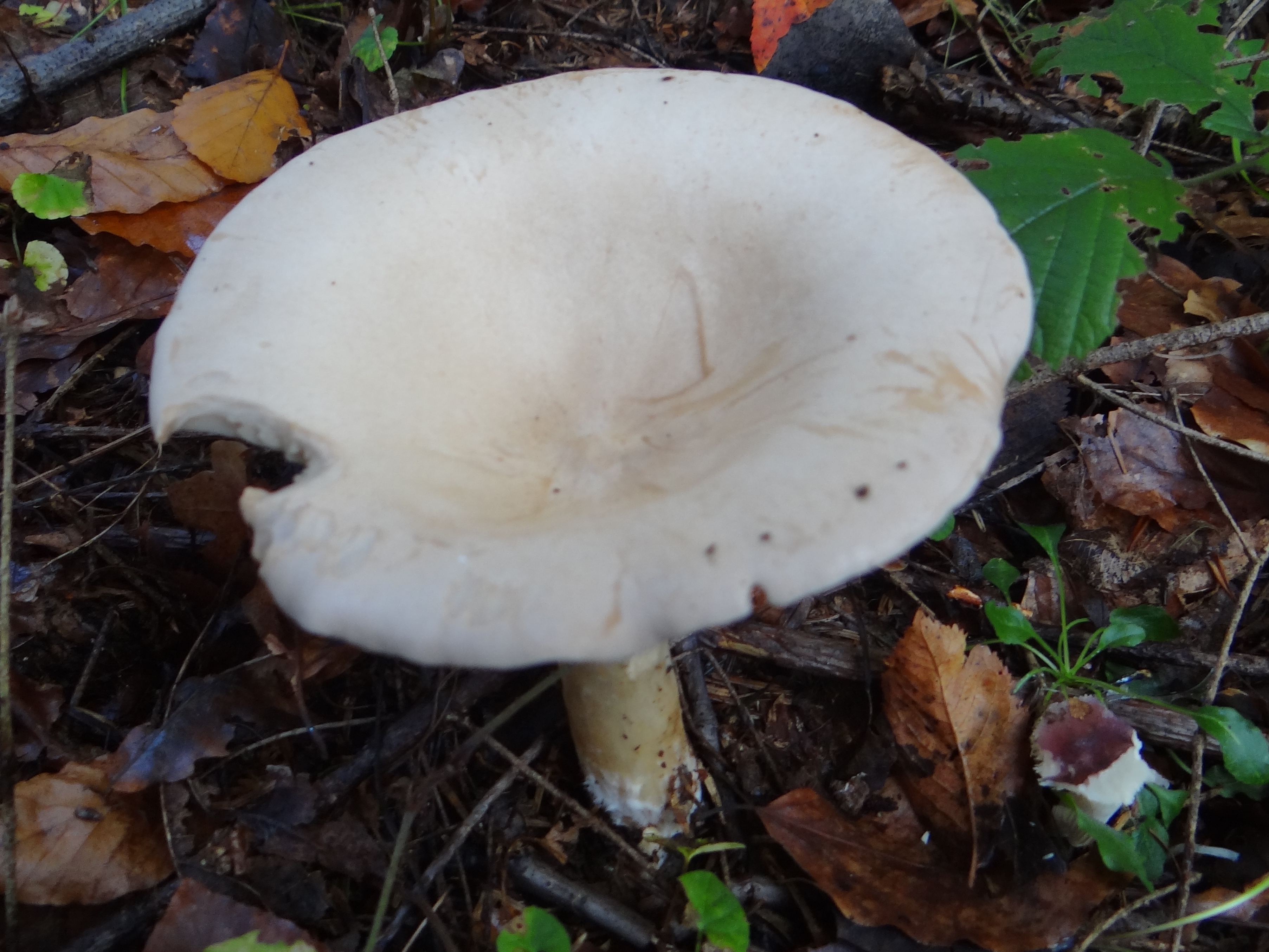
!!Clitocybe candicans!!
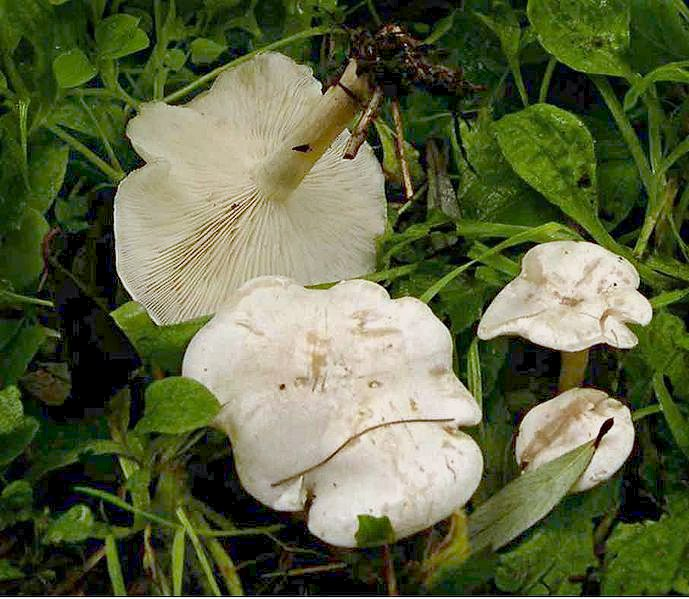
!!!Clitocybe dealbata!!!
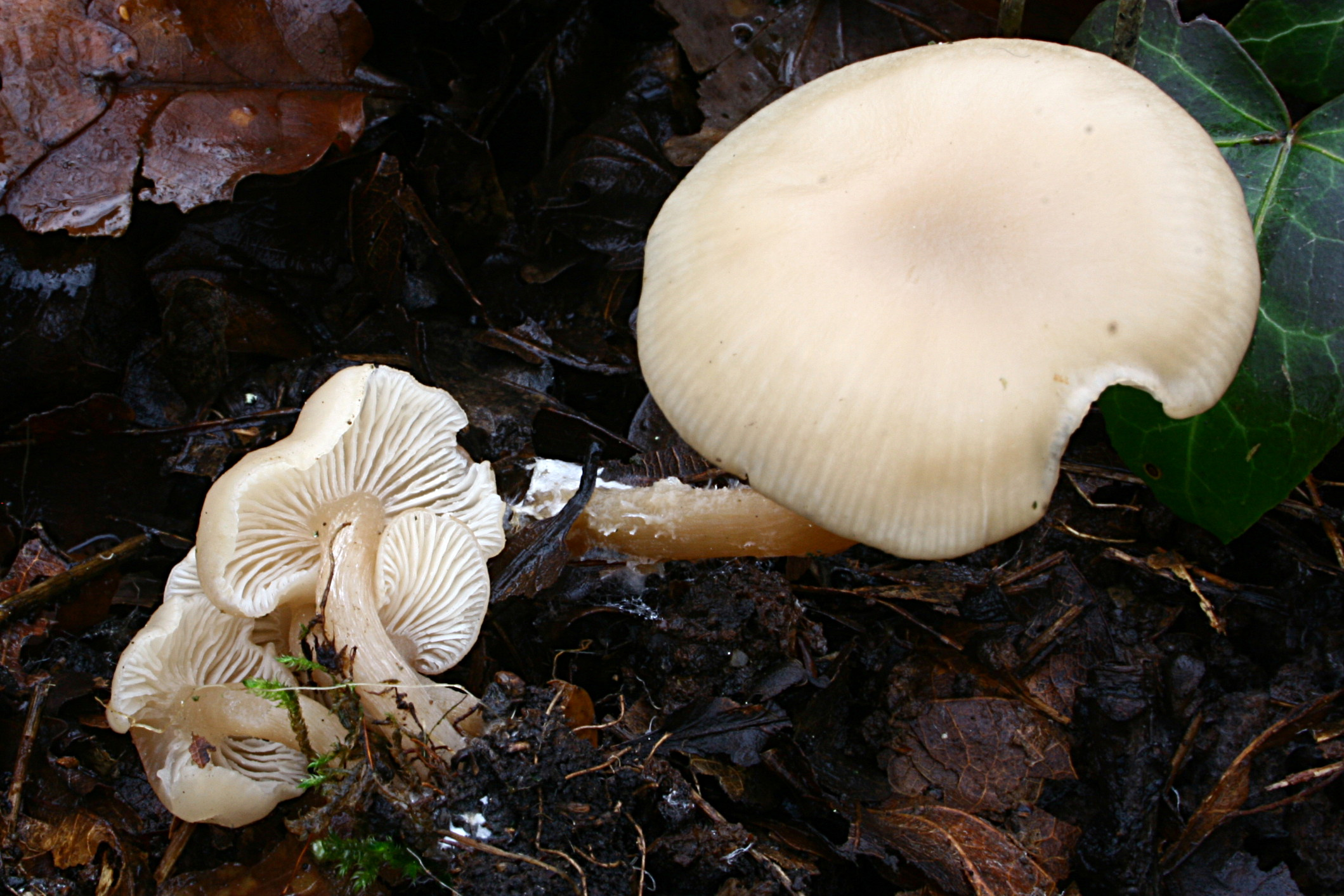
!!Clitocybe fragrans!!
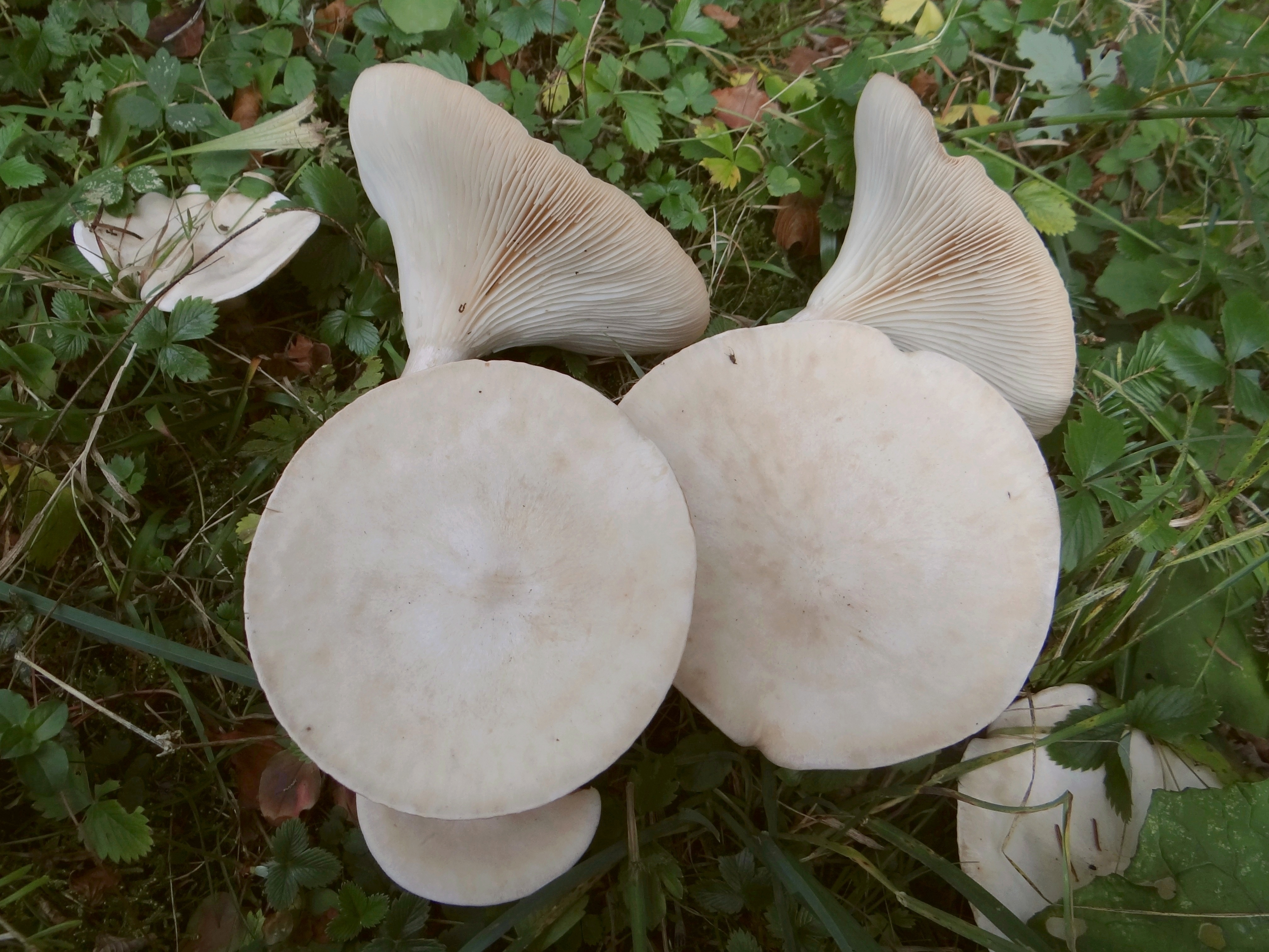
Clitocybe gibba

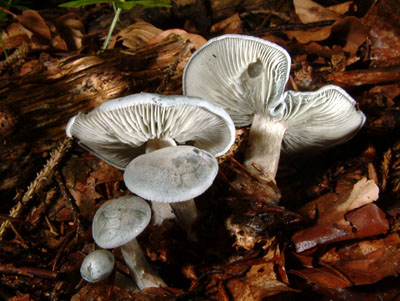
Clitocybe odora
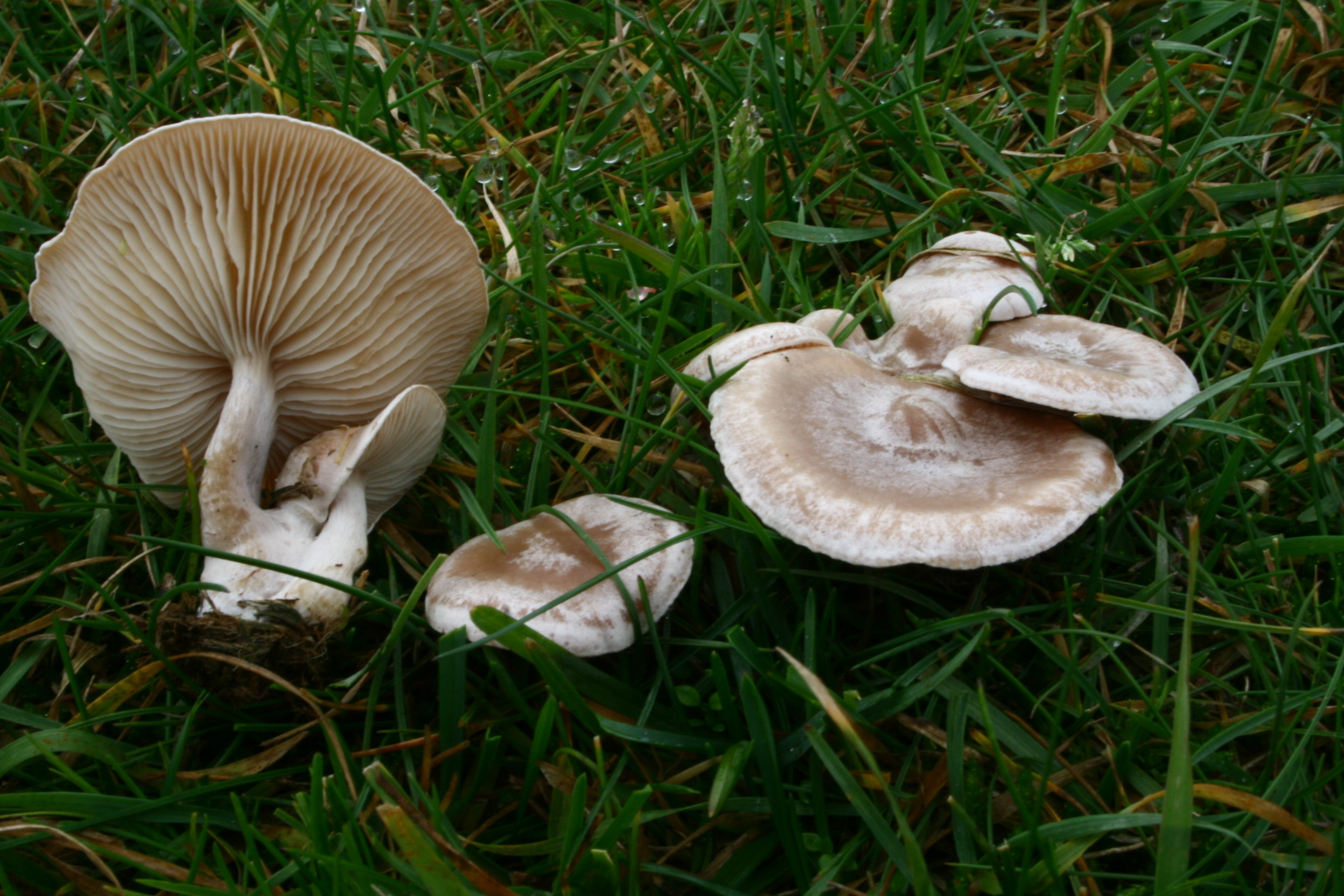
!!!Clitocybe rivulosa!!!
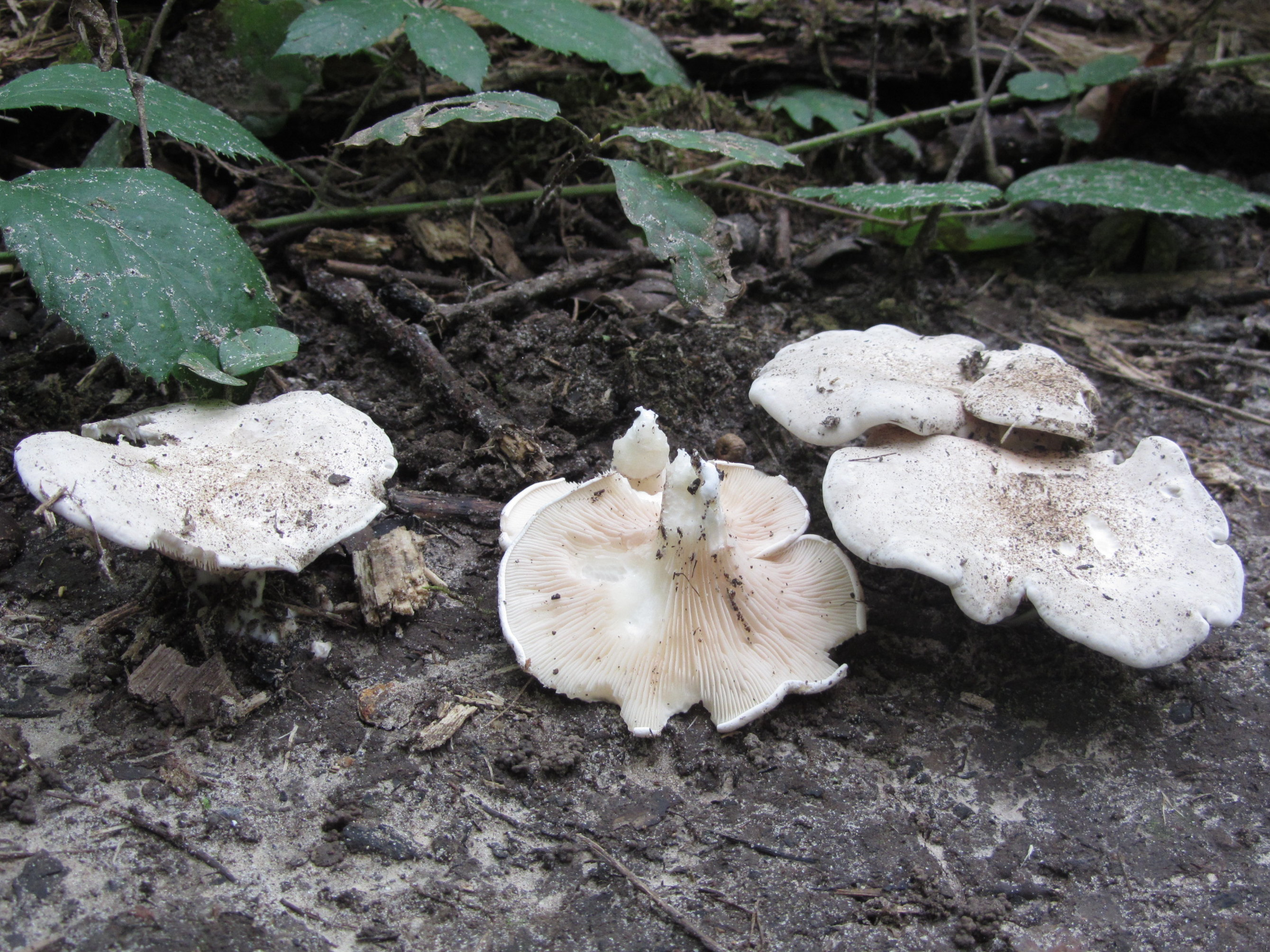
Clitopilus prunulus
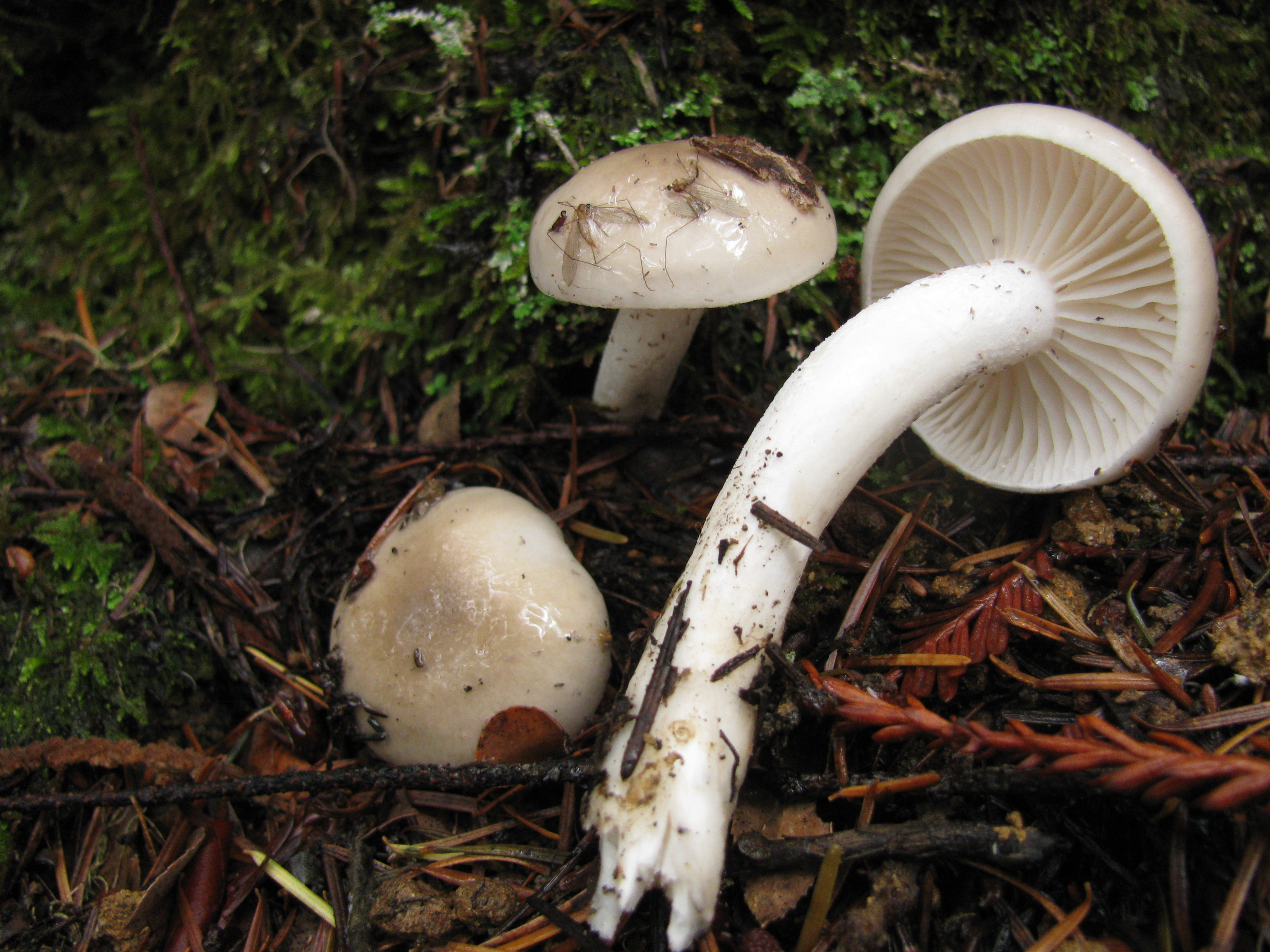
Hygrophorus agathosmus
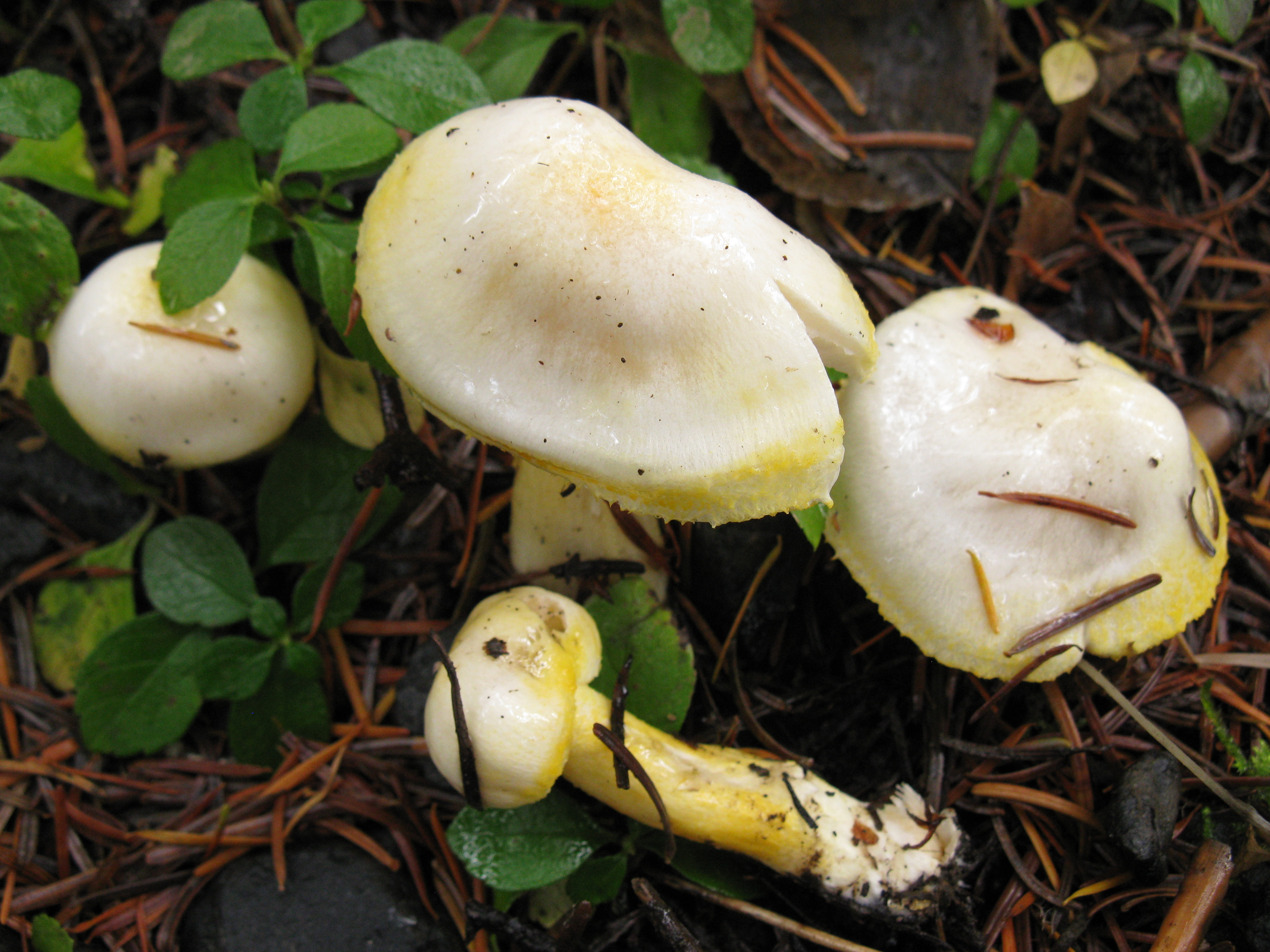
Hygrophorus chrysodon

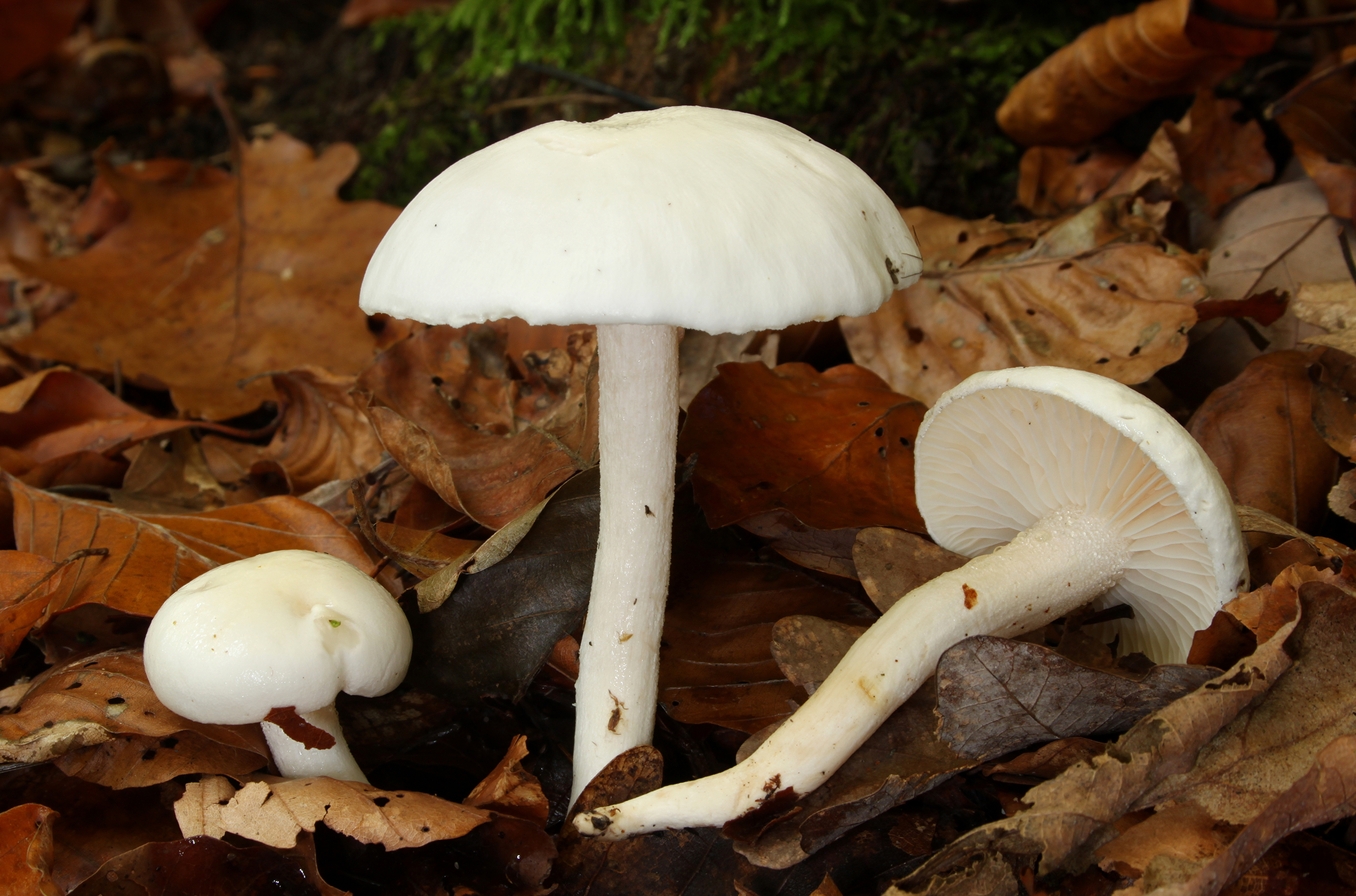
Hygrophorus karstenii sin. eburneus
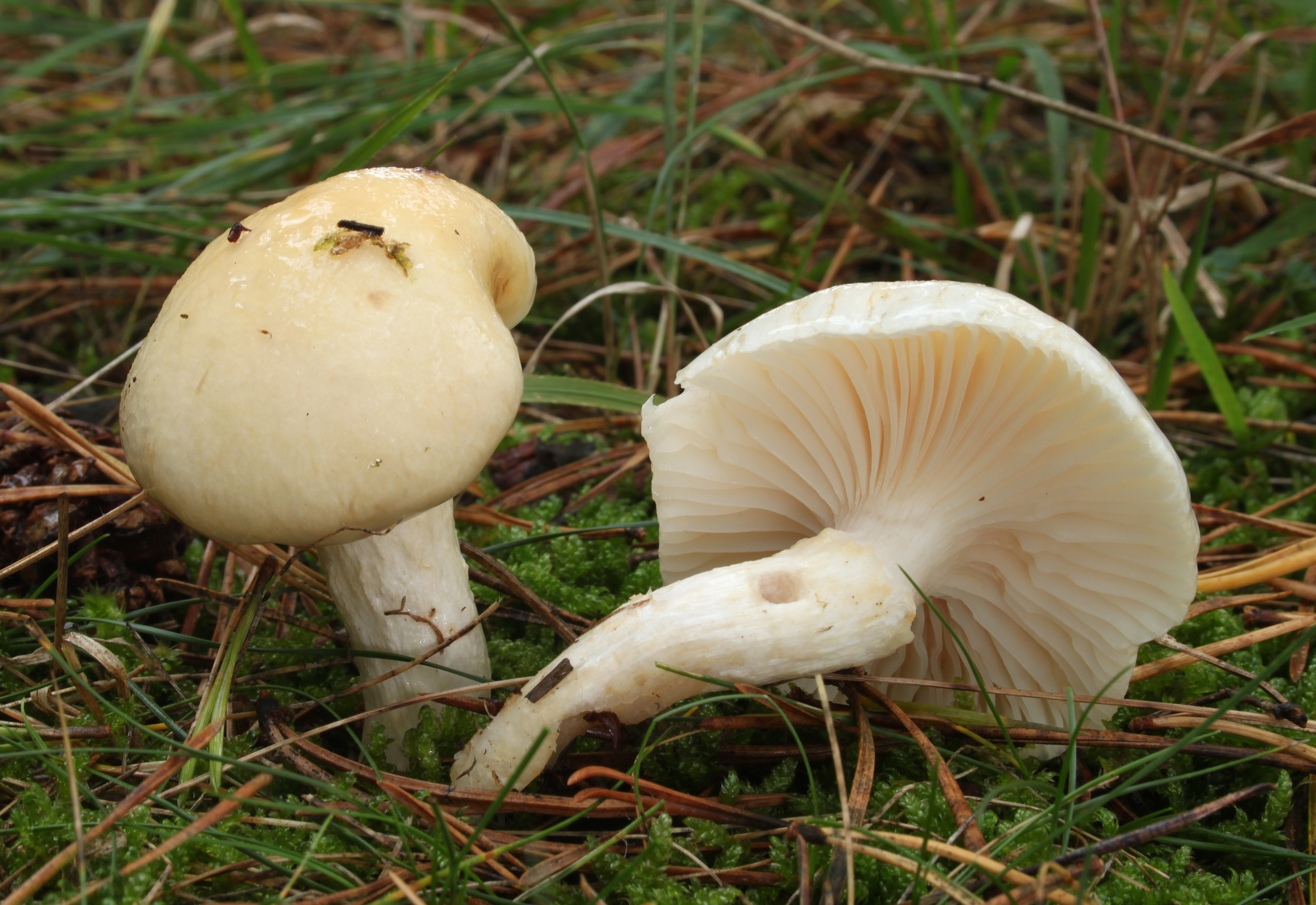
Hygrophorus ligatus
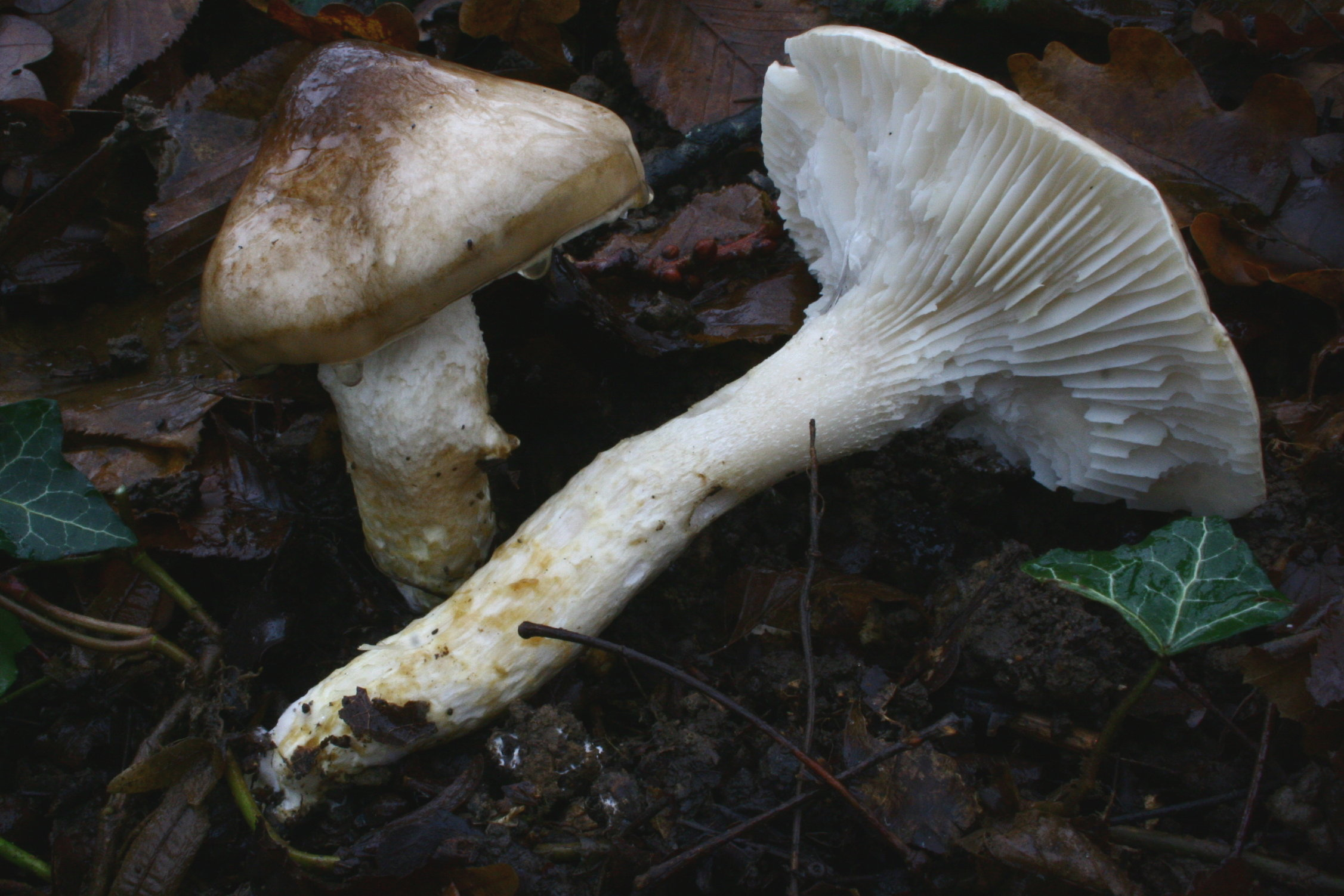
Hygrophorus persoonii
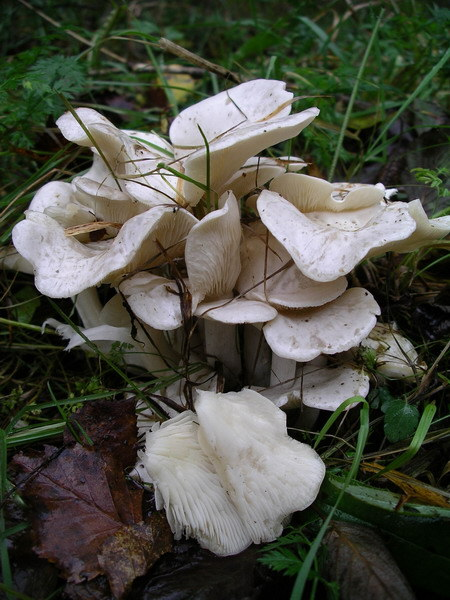
Leucocybe connata sin.Lyophyllum connatum, Clitocybe connata
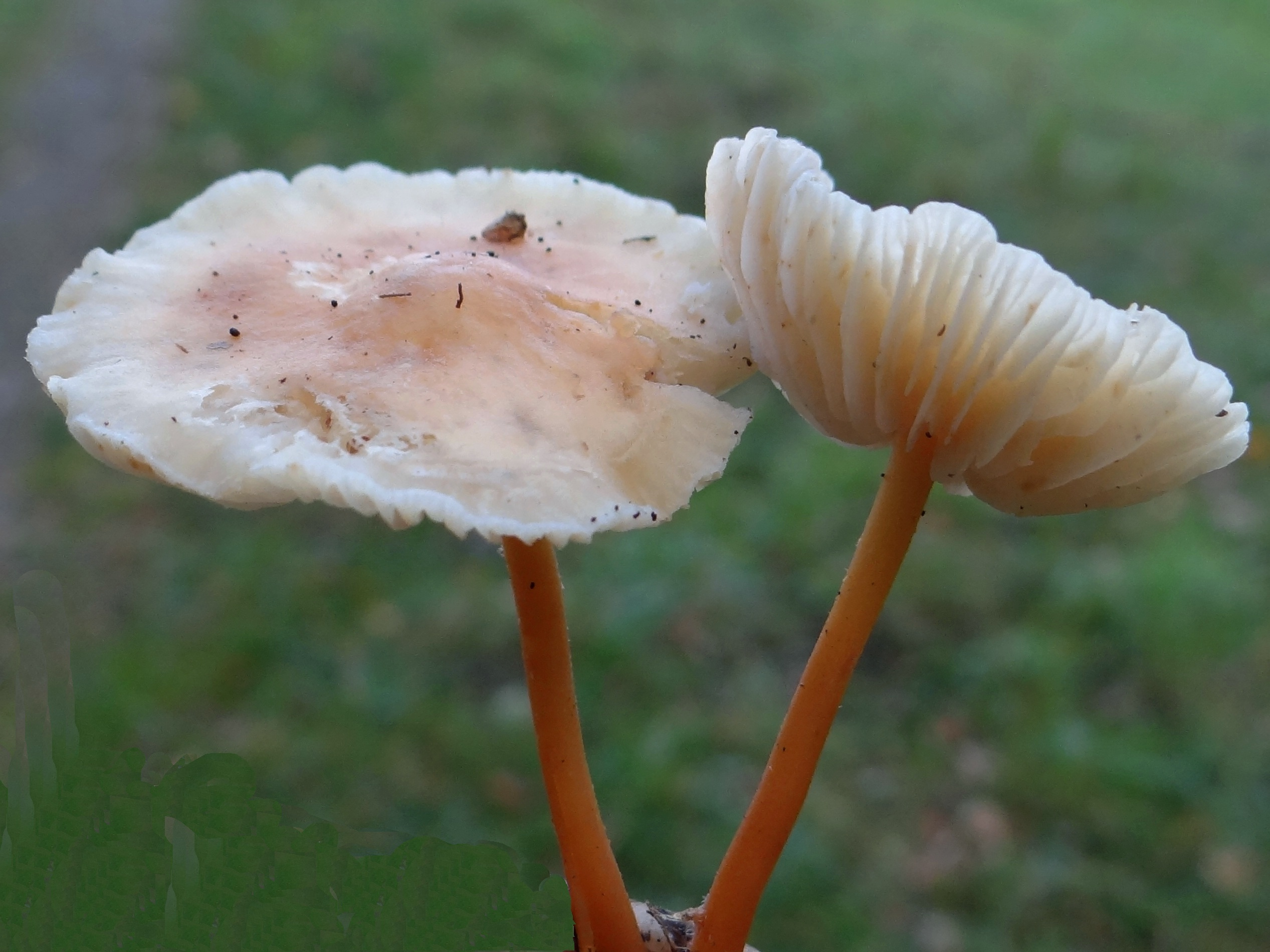
Marasmius oreades

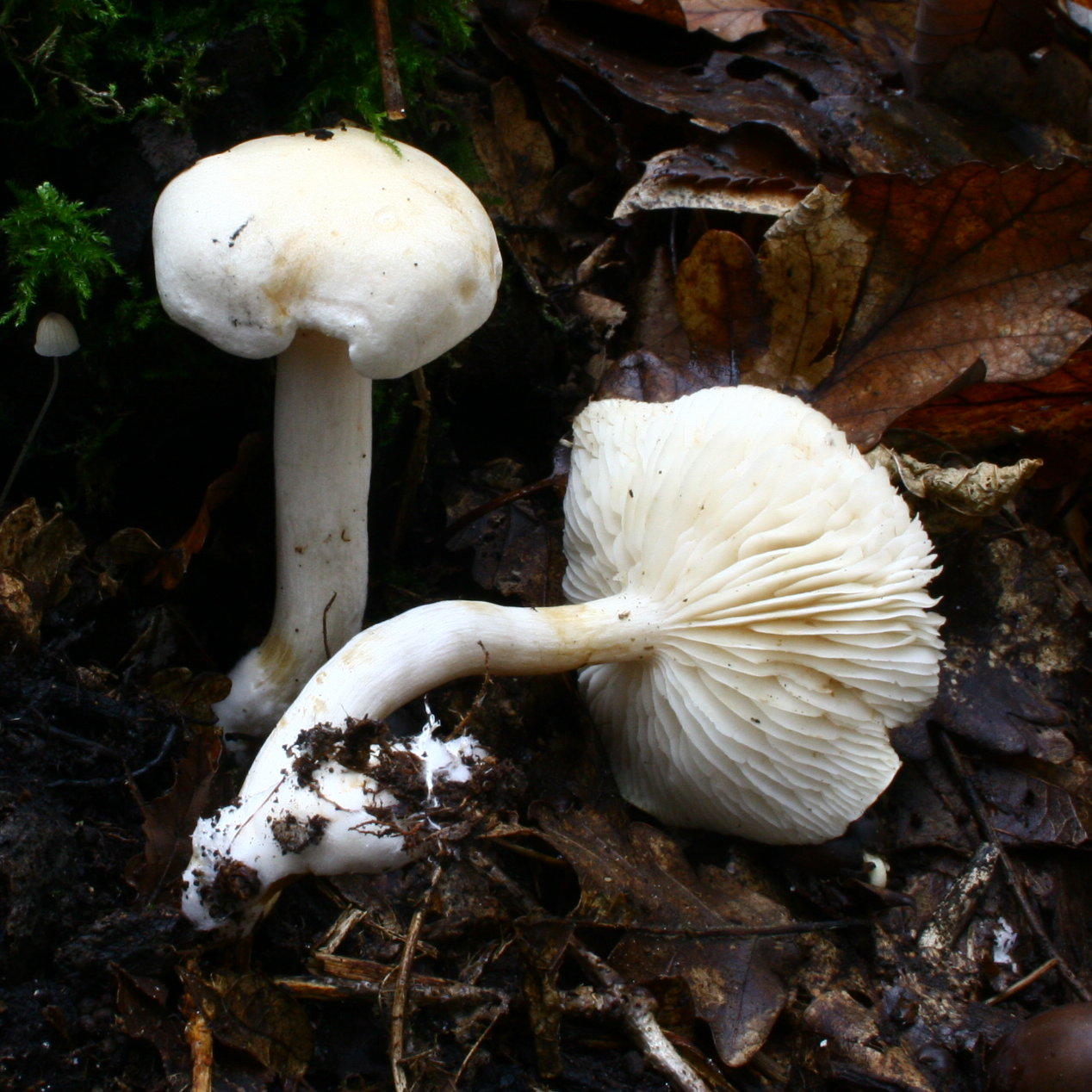
!Tricholoma album!
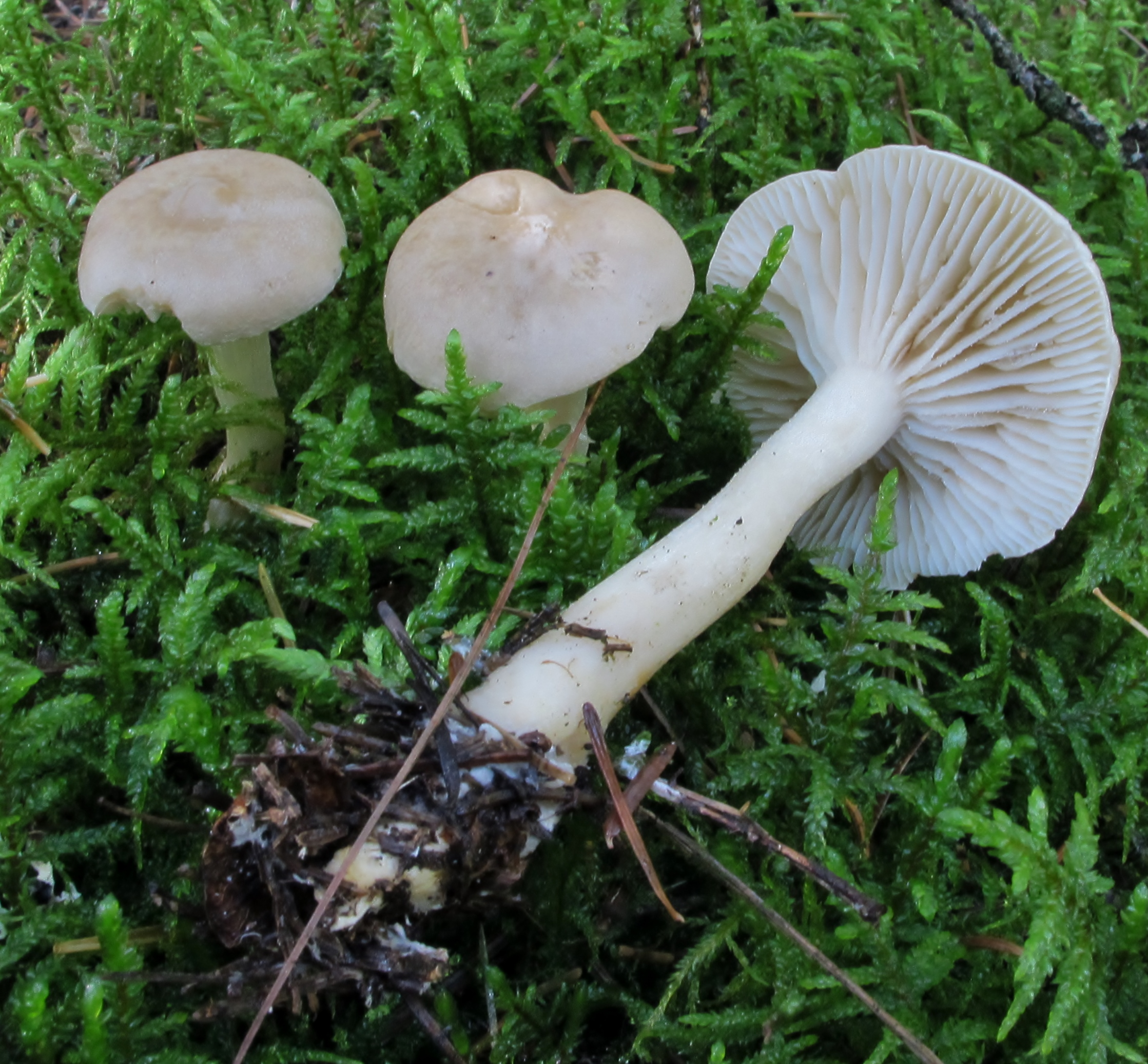
!Tricholoma inamoenum!
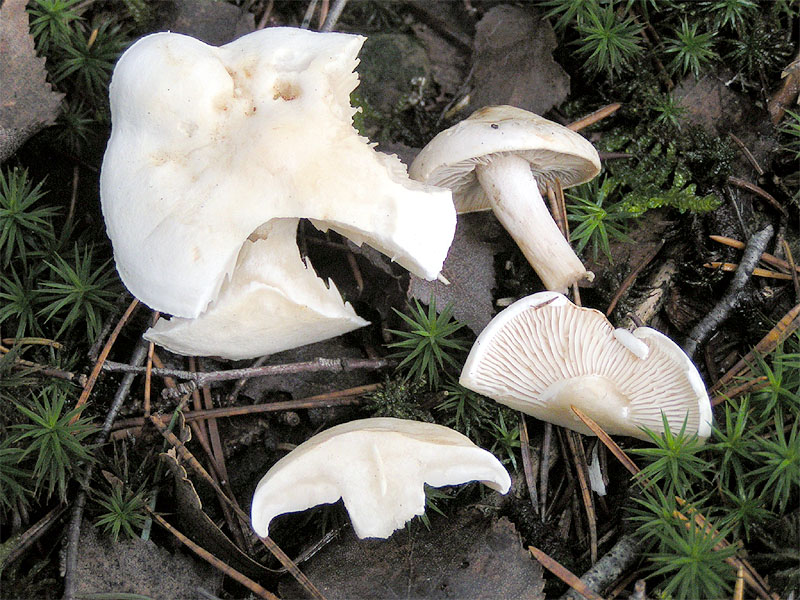
!Tricholoma lascivum!

## Toxicitate
Semnele de otrăvire sunt aceleași ca și în cazul de otrăvire Inocybe erubescens. Acest burete provoacă sindromul muscarian (sudorian): (Muscarina (muscardina)), găsită în această ciupercă în doze mari,  produce intoxicații cu debut rapid, care afectează preponderent sistemul nervos. Simptomele caracteristice sindromului, se manifestă prin vasodilatație (eloxarea pereților vaselor de sânge), bradicardie, hipotensiune, contractarea pupilei, diaree, transpirație abundentă, hipersalivație, grețuri, vărsături, halucinații. Toate aceste semne se manifestă la 1-3 ore de la consum. Evoluția intoxicației este spectaculoasă și gravă pentru cardiaci. Sindromul nu lasă sechele, dar este rareori mortal. Cel mai mare pericol constă în pierderea masivă de lichide și de electroliți. Se intervine în primul rând cu atropină.
Ciupercile mici albe sunt aproape întotdeauna periculoase! Începători ar trebui să evite mereu ciupercile albe de astfel de măsură!